# 戸川なみ
戸川 なみ（とがわ なみ、1993年11月30日 - ）は、日本のAV女優。
東京都出身。

## 略歴・人物
「弘川れいな」の別名義がある。趣味:カメラ、映画鑑賞。
デビュー時はプライムエージェンシー所属。プライム改めGG移行ののち、2023年までに退所し、2023年2月25日よりエスフラートに事務所移籍を発表。芸名も戸川なみへと改める。
2023年4月10日週FANZA動画フロアランキングにて、出演した『ホイホイhome おウチでヤろう（2） 素人ホイホイ・マッチングアプリ・酒・ステイホーム・美少女・お姉さん・女子大生・清楚・巨乳・3発射・ハメ撮り・顔射』（素人ホイホイ/妄想族）が1位を記録。2022年4月に発売された作品が再注目された形となった。

## 出演作品

### アダルトDVD
- 極上！！三十路奥さま初脱ぎAVドキュメント 弘川れいな（2021年3月1日、熟女JAPAN）
- シロウトTV×PRESTIGE PREMIUM 42 バイトの延長感覚で撮られた、素人アイドル達の初出し映像！（2021年3月26日、プレステージ）
- ホイホイぱんち 12 素人ホイホイZ・個人撮影・マッチングアプリ・ハメ撮り・素人・SNS・裏アカ・顔射・美乳・清楚・美人・スレンダー・ほろ酔い・性欲が強い・ご奉仕SEX・性欲モンスター（2021年7月1日、素人ホイホイ/妄想族）
- プラチナ級素人清楚妻による一生思い出に残り続ける優しい童貞筆おろし6（2021年7月23日、赤面女子）
- 友人の母親と2人だけの秘密。おばさんに無理矢理中出しセックスしたことは…。 弘川れいな（2021年8月7日、VENUS）
- 「童貞君の包茎ち○ぽの皮を剥いて洗ってもらえませんか！？」素人奥様が童貞君と密着混浴！母性たっぷりち○ぽを泡洗い！カチカチにズル剥けた童貞ち○ぽに赤面発情！そのまま優しく筆下ろしSEX！4赤面女子3周年記念！超豪華撮り下ろし総勢8名8時間2枚組SPECIAL！！（2021年8月13日、赤面女子）
- 夫に内緒で他人棒SEX「実は主人の精液も飲んだことないんです」30歳すぎて初めての精飲 狂ったように腰を振りイキまくる淫乱妻 まこさん32歳（2021年8月26日、コスモス映像）
- 「おばさんレンタル」サービスリターンズ03 お願いすればこっそり中出しセックスまでさせてくれるエロくて優しいおばさんともっとすげーセックスがしたくなったのでおかわりしてみた（2021年9月9日、熟女LABO）
- 素人清楚妻たちの初脱ぎ指ズボ全裸オナニー（2021年9月14日、S級素人）
- 浮気がバレた絶倫ヤリチン夫を説教しにきた嫁の親友 弘川れいな（2021年9月28日、VENUS）
- 素人ヘアヌード大図鑑～美麗人妻編（2021年10月26日、S級素人）
- SNS使った人妻ナンパ術 いつもは、980円のパーカーしか着ない団地に住む普通の人妻に、着物を着させて特別感のあるデートをしたら、簡単にパコれた件。 まこ（2021年12月7日、ナンパJAPAN）

- 息子のファーストキスは母親とマウストゥーマウスの人工呼吸～口唇を重ね吐息を漏らし本能のまま溺れてしまう濃厚ベロキス相姦～ 弘川れいな（5月24日、VENUS）
- 深夜になっても帰らない親父を健気に待つ義母に欲情 朝まで何度も中出しする略奪相姦 弘川れいな（8月2日、VENUS）
- 母子姦 中野真子（9月20日、グローリークエスト）
- 隣人の色気漂う押しに弱いデカ尻お姉さんに必死の童貞懇願デカチン交渉で筆おろししてもらったらアラサー独身OLの性欲が絶倫すぎてコンドームを使い果たし中出しSEXしまくった。 中野真子（10月4日、LUNATICS）
- 従順で下品で淫乱で…呼べばすぐに性処理しに来てくれて中出しOKな都合良すぎるボク専用の肉オナホはバイト先で働く人気ナンバーワンのパート妻 弘川れいな（10月11日、VENUS）
- 罠に堕とされた美人妻 中野真子（10月25日、オーロラプロジェクト・アネックス）
- 不倫旅行 背徳中毒の人妻 夫以外の精液を、顔と子宮に注がれる快感に蕩けたふしだらな人妻 中野真子（11月22日、オーロラプロジェクト・アネックス）
- 発禁 14 フードジャーナリスト 香織（31）（12月2日、ワープエンタテインメント）

- ファーストクラス 絶品人妻ナンパ 15 セレブ奥様に中出しSP！（2023年1月13日、ホットエンターテイメント）
- 「友人と食事に…。」と家を出た妻が0時になっても帰りません。 勝負下着のTバックを履いてセックスに溺れる美人妻286分10発射！！（2023年1月24日、東京恋人）
- 極太ディルドを丸呑みしてヨガリ狂う淫乱オマ○コ婦人 総勢29人の杭打ちディルドオナニー（2023年2月21日、アクアモール/エマニエル）
- MOON FORCE CHEERSぱこぱこしろうとコレクション。 vol.46（2023年2月24日、DOC）
- MOON FORCE CHEERSぱこぱこしろうとコレクション。 vol.46（2023年2月24日、DOC）
- 出張メンズエステ盗撮Vol.02（2023年2月25日、ダマちゃん。）
- M男拘束！強●射精遊戯（2023年2月28日、SEX Agent/妄想族）
- 奇縄 失われた恥毛 中野真子（2023年3月16日、 バミューダ）
- あん時のセフレは…友人の母親 中野真子（2023年4月11日、タカラ映像）
- 痴女妻は男を見ると性欲を抑えられない…夫婦円満と近所でも評判の美人妻の正体は家を訪れる男を問答無用に喰い漁るとんでもない淫乱妻だった 中野真子（2023年4月25日、クリスタル映像）
- 向かいの欲情妻に狙われて、生中セックス沼にハマった僕。 中野真子（2023年5月9日、マドンナ）
- MOON FORCE CHEERSぱこぱこしろうとコレクション。vol.52（2023年5月19日、DOC）
- 黒人解禁 真・黒い衝撃 中野真子（2023年5月23日、バミューダ/妄想族）
- フライト帰りのキャビンアテンダントは性欲強すぎ 気品溢れる空の女神が童貞君の初物チ〇ポに赤面発情 お上品な顔で下品にフェラチオ＆ごっくん（2023年5月26日、赤面女子）
- 清楚系エロギャップ最強説！酒はガソリン？！性欲大炎上！！フェラ顔美人と全力SEX。（2023年5月26日、MBM）
- アプリでホイホイZ世代！新世代の四皇大集結！！（2023年5月30日、ナンパJAPAN）
- 【秘書スペシャル！】ぶっかけ！OLスーツ倶楽部25＋厳選秘書7名総集編付き2枚組480分 豪華版（2023年6月6日、下半身タイガース/妄想族）
- 透けパンデカ尻叔母さんの無自覚挑発に乗せられデカチン即ハメでイキ果てるまで鬼ピストンしまくって何回も中出しした。 中野真子（2023年7月4日、LUNATICS）
- 会員制 人妻玄関ピンサロ ワタシのお口で気持ちよくしてあげる 9（2023年7月18日、アクアモール/エマニエル）
- 淫絶股縄調教 02 割れ目に食い込む麻縄（2023年8月1日、バミューダ）
- 「媚薬なんか効くわけない」と飲み干した義母がまさかの発情？！家事をしながら家中のモノをズボズボ挿入！イキ潮まき散らしオナニー！！（2023年9月21日、DANDY）
- マジックミラー号 マキシワンピを着ている女性はスキだらけ！？ 20代の人妻に「服着たままで良いので、電マ当てさせてくれませんか！？」と声掛け乗車！着衣越しでもハッキリわかる 乳首！マンスジ！潮シミ！ 無防備な若妻は初めてのクイックマッサージ体験で潮をまき散ら…（2023年9月21日、SODクリエイト）
- 隠れ人妻ナンパ 結婚してないフリしててもバレバレな奥さま8時間 2（2023年9月22日、h.m.p）
- ネトラレーゼ 妻を、幼馴染の親友に寝取られた話し 戸川なみ（2023年9月26日、タカラ映像）
- 顔出しMM号 美人妻限定 ザ・マジックミラー 仲良しママ友対抗！童貞逆ナンパ射精バトル！！ 2 出会ったばかりの年下童貞を人妻が恥じらいながらも手コキ・オナホコキ・フェラ！筆おろし中出し！！（2023年10月3日、ディープス）
- 驚愕の巨チン 内蔵直撃の衝撃！ お姉様のはらわたを貫くぶっとい肉棒！！（2023年10月24日、ブラックドッグ/妄想族）
- ナンパTV×PRESTIGE PREMIUM 36（2023年10月27日、ナンパTV）
- 「出せるだけ中に出してください…」酔うとチ○ポに服従する元セフレの他人妻 エクスタシー度数120％の中出しザーメンで不倫中毒にさせた記録（2023年11月23日、コスモス映像）
- 終電逃してボクの部屋に泊まりに来たホロ酔い女上司の隙だらけな意外とカワイイ一面に…僕の理性はぶっ飛び…（2023年11月28日、ケイ・エム・プロデュース）
- 剃毛遊戯03 陰毛を剃って割れ目を暴く！（2023年12月1日、バミューダ）
- おっさんラッキー 戸川なみ（2023年12月12日、タカラ映像）
- 変態ヤリマン輪●肉便器 戸川なみ（2023年12月26日、AVS collector’s）
- いつものSEXじゃ満足出来ないんです…真・絶頂して愛液が溢れるまで性感帯を刺激する欲求不満オンリーの女性用M性感ヘルス（2023年12月26日、ケイ・エム・プロデュース）

- THE ドキュメント 本能丸出しでする絶頂SEX それを我慢出来ない熟れた人妻OLがドエロくハメ狂う！ 戸川なみ（2024年1月2日、美人魔女/エマニエル）
- 顔出し解禁！！ マジックミラー便 全員38歳over！年齢を感じさせない美しい人妻さん 初めての公開ディープキス編 vol.10 8人全員SEXスペシャル！！若い男子との濃厚接吻で久しぶりに熱くトロけてしまったオマ○コは青年の硬いデカチ○ポが欲しくてたまらない！！（2024年1月16日、ディープス）
- 『部屋連れ込み隠し撮りSEX そのまま勝手にAV発売23（2024年1月19日、DOC）
- 女をその気にさせる 力づくの和姦6 戸川なみ（2024年2月13日、ながえスタイル）
- 監禁！拷問！調教！絶叫！絶頂！ 強●絶頂絶叫拷問調教 無限快楽地獄に墜ちたエリート麻薬捜査官 ～熱狂する美しき女体 神々しき淫肉限界突破地獄～ 戸川なみ（2024年2月27日、AVS collector’s）
- 美人妻 昼下がりの変態黒パンスト倶楽部 なみさん（2024年3月1日、五十路ん）
- 産婦人科痴●！！22何も知らない若妻に治療と称して中出しまでっ！！（2024年3月7日、LEO）
- 美熟女戦士セーラーイシュタル ～近所の奥様はスーパーヒロイン～（2024年3月8日、GIGA）
- MOON FORCE WIFEぱこぱこしろうと人妻コレクション。 vol.01（2024年3月15日、DOC）
- ブーツの美魔女とナマ交尾 即ズボチ〇ポの快感に美貌が蕩ける… なみさん34歳（2024年3月19日、有閑ミセス/エマニエル）
- パンチラ誘惑してくる変態女にセンズリ見せつけ返し（2024年4月1日、OFFICE K’S）
- 素人娘のドキドキ洗体（2024年4月1日、OFFICE K’S）
- ホテルウーマン集団わいせつ4～鬼畜行為で壊された女性客室係～（2024年4月4日、素人39）
- 旦那とSEX中にコンドームが外れて間違って時間差中出しされたのでアフターピルを飲むまで48時間限定の中出し不倫 戸川なみ（2024年4月11日、YONAKA）
- 素人美少女とリモコンバイブお散歩9ー黒パンストOL編ー「もう我慢できません…//」人ごみの中、黒パンスト美脚ガクブル震わせイキまくってしまうOLたち！人生初の羞恥プレイでまさかのエロスイッチオン！車移動中も大胆カーオナニー！最後はホテルで心行くまで生セックス！（2024年4月12日、赤面女子）
- 貴方だけの為なの… 戸川なみ（2024年4月23日、タカラ映像）
- 「私とエッチしたら全部思い出すよ！」病院で目が覚めたらモテモテ！記憶を失くしたボクとヤリたがる5人の女子！目が覚めたボクは病院で可愛い5人の（2024年4月23日、Hunter）
- 「採精室でイケメン患者と2人きり！不意打ち射精に驚き精子を採取出来なかった熟年看護師が謝りながら2発目の精液検査を手伝ってくれた」VOL.7（2024年4月25日、DANDY）
- 僕の彼女を寝取ってください なみ28歳 戸川なみ（2024年5月7日、パコパコ団とゆかいな仲間たち/妄想族）
- 『お高くとまったセレブ妻さらおうぜw』繁華街をブラつく人妻を眠剤拉致 抵抗したら泣きじゃくるまで連発ビンタでわからせる！半グレ集団輪● 戸川なみ（2024年5月7日、山と空/妄想族）
- 固定バイブ羞恥アクメ人妻パン食い競争 セックスレスおま●こにバイブ挿入したまま制限時間内にミッションクリアできたら100万円！失敗したらデカチン即ハメ中出し罰ゲーム！（2024年5月21日、はじめ企画）
- 人妻デリヘル嬢にデカチン先っぽハプニング挿入で焦らして火をつけて終了！別れ際の濃厚キスで勃起させたら「延長してくれませんか？」帰り際に求めあうルール破り時短SEX（2024年5月23日、DANDY）
- 嫁の同意をとって寝取らせた話 （1） ー群馬県在住 なみさん 31歳ー（2024年6月11日、ティーチャー/妄想族）
- 美しい未亡人NTR 遺影の前で義兄と変態性交 戸川なみ（2024年6月11日、GUPPI/妄想族）
- 人妻ナンパ中出しイカセ43 高輪編（2024年6月14日、ホットエンターテイメント）
- 顔出しMM号 美人キャビンアテンダント限定 ザ・マジックミラー 勝てば100万円！負ければ即ハメ！航空会社対抗中出し野球拳！ 2 高嶺の花のCAオマ○コに何度イってもやめないデカチン追撃ピストンで連続中出し！（2024年6月18日、ディープス）
- アナウンサー志望の名門校女子大生限定！「女子アナはどんな状況下でも原稿を読めるはず！？」 固定バイブ淫語ニュース5 超過激リポート イタズラ妨害に屈せず原稿読み終えたら100万円！途中で断念したら即ハメ中出し罰ゲーム！（2024年6月18日、はじめ企画）
- 「介護ってそこまでするんですか？」うれし恥ずかし介護実習！介護士の新人研修で入浴介助や清拭やおむつの交換…女性も男性もお互いが練習台になって（2024年6月25日、Hunter）
- 一流体育大学併設 競泳アスリートばかりを狙うスポーツトレーナー整体治療院18（2024年7月2日、変態紳士倶楽部）
- 性処理妻 戸川なみ（2024年7月9日、タカラ映像）
- 『顔にいっぱいかけて欲しいです…』超ドMちゃんだった2人の巨乳女上司！普段は超絶厳しい2人の女上司と飲み会してたら段々と態度が豹変してきて…（2024年7月23日、Hunter）
- 全国人妻えろ図鑑 PREMIUM 08（2024年8月2日、KANBi）
- 母子交尾～南魚沼路～ 戸川なみ（2024年8月6日、ルビー）
- 親友のカノジョぶっ壊す！ 戸川なみ（2024年8月6日、ディープス）
- 無防備で感度抜群なアスリート女子を卑猥な施術で逝かせてヤル！（2024年8月20日、ディープス）
- 眠剤投与 昏●盗撮 4名捕獲（2024年8月20日、山と空/妄想族）
- 手を使わないでしゃぶって欲しい オンナのくちマ〇コは最高の快楽（2024年8月20日、有閑ミセス/エマニエル）
- バイト先の憧れの先輩は止まらない性欲を僕のチ●ポで満たす 戸川なみ（2024年9月24日、ボニータ/妄想族）
- ど変態オナニスト人妻のおま〇こぶっかけ相互オナニー「マ〇コにいっぱいぶっかけて」膣に精子ぶち込み指ズボ絶頂（2024年9月24日、S級素人）
- バブみある清楚な奥様がおっぱいチューチュー吸わせておチ●ポをよちよち甘やかし射精させる授乳手コキ美人奥様30人ほぼ5時間ww（2024年11月8日、赤面女子）
- アラサーOLの性欲ビッグバン！ムラムラ発情中美女の絶倫搾精SEX。（2024年11月15日、MBM）
- 美脚パンストの保険セールスレディーに痴女られて即落ち！（2024年11月19日、ディープス）
- 人妻ナンパ中出しイカセ 8時間 SUPER DX 11（2024年12月13日、ホットエンターテイメント）

- 三日間履いた恥ずかしいパンツの染み 戸川なみ（2025年1月23日、レイディックス）
- 驚愕の巨チン ズボボッ！おま○こ裂けちゃう！ ま○こに突き刺さる屈強なデカマラ黒チ○ポ！（2025年1月28日、ブラックドッグ/妄想族）
- 「いいよ…今日は中に出しても…」婚外彼氏である義弟とゴムありセックスの約束なのに、本能に逆らえず欲に溺れ一線を超えてしまう兄嫁！深夜…（2025年1月28日、Hunter）
- 【黒パンストセクハラ】残業中のムレムレ足ストッキングを嗅ぎ舐め尽くされ何度もサービス美脚抜き射精させられるデカ尻人妻部下OL 戸川なみ（2025年2月4日、スモークフィルムズ/妄想族）
- えっ！？80％？なにこの数字？ヤレる確率が可視化されてボクだけに見える世界！2 なんだその頭の上に見えてる数字は！（2025年2月11日、Hunter）
- ワキ舐めワキ発射（2025年2月25日、稀（まれ）/妄想族）
- ホイホイtower（4）素人ホイホイtower・個人撮影・セフレ・自宅・素人・お姉さん・OL・受付嬢・ハメ撮り・巨乳・美乳・顔射・潮吹き・高身長・肉体美・清楚・痴女・スレンダー・くびれ・どM・2発射・ガチイキ・ドキュメンタリー（2025年4月1日、素人ホイホイ/妄想族）
- 一般男女モニタリングAV 家族旅行中の仲良し母娘さん！2人で協力してタオル一枚男湯でチ○ポ洗ってもらえませんか？男性客のフル勃起チ○ポに囲まれ恥じらいながらもしごいてしゃぶってザーメン抜きまくり！超過激な親子ミッションでオマ○コが火照ってしまいそのまま親子…（2025年4月15日、ディープス）
- 金と性欲を持て余した港区婦人の逆大人デート 射精が出来ないバリ硬チ〇ポで腰を振り続ける夜の射精管理コース 戸川なみ（2025年4月22日、ケイ・エム・プロデュース）
- 丸の内で働く美脚OLの皆さん！「童貞くんに直穿き黒パンスト素股でSEX教えてください！？」パンスト越しに3cm挿入しちゃうほどガチガチ童貞チ●ポに膣キュン「私が初めてでもイイ？」ビリっと破いて祝筆下ろし生挿入メモリアル中出し（2025年5月13日、脱ぐのは恥だがペニス立つ）
- フライト前はムラムラ限界ねっとり甘い接吻で中出し誘導する人妻キャビンアテンダント 世界中のVIPを夢中にする絶品リップサービス 乗務のストレスを自慰プレイで発散 機長と部屋に直行し渡航先でもハメまくる 戸川なみ（2025年5月13日、VENUS）
- 転勤先で性欲を持て余した田舎熟妻を略奪NTRキスとクンニでマ○コを蕩けさせて1日3人喰いまくる（2025年5月22日、ナチュラルハイ）
- 一流百貨店に勤務する清楚で品格漂う美容部員さんが挑戦！羞恥野球拳！勝てば賞金GET！負ければ即ズボ生ハメ生中出しSEX！（2025年5月23日、赤面女子）
- 囚われて監禁 危機に陥った美女（2025年6月26日、AEGEAN）
- 立場逆転 追撃ピストン中出しSEX 欲求不満な人妻達に童貞を奪われ弄ばれ続けた男がヤリチン化？！（2025年7月1日、OFFICE K’S）
- 快楽射精に導く亀頭こねくり回しフェラ（2025年7月1日、OFFICE K’S）
- 「勃起乳首」と「感じる顏」をじっくりと魅せる乳首だけでイッちゃう7人の女たち 4（2025年7月1日、OFFICE K’S）
- えっ！！こんな場所で！？ 素人娘のドキドキこっそりフェラチオ（4）（2025年7月1日、OFFICE K’S）
- ママさんバレーのむちむちブルマの誘惑突き出し尻が超エロ過ぎる！義母が所属するママさんバレーのチームメイトを連れて来てボクにユニフォーム披露！（2025年7月8日、Hunter）
- NOと言えない素人娘たち センズリ鑑賞までの約束だったのに雰囲気に流されドロドロのザーメンを口内発射されちゃいました（2025年7月8日、うさぎ/妄想族）
- 排卵日のムラつきを逆夜●いで解消 グラインド騎乗位で男を逃さない痴女管理人（2025年8月12日、ケイ・エム・プロデュース）

### アダルトVR

#### 2022年
- 【VR】 ジャックポットシステム2周年特別記念作品 完全新作撮り下ろし豪華3タイトル同時収録！天井特化＆床特化超密着アングルVR 1※みなさん冒頭20秒、目を閉じた状態でご視聴… 2視線合致率95％超え！とにかく目を… 3「本当にエッチしない自信あるの？」…（2022年3月7日、ジャックポットシステム）
- 【VR】【進化型ハメ撮り】 ウェアラブルVR 中身ドエロの新橋OL。平日14時、執拗快楽責め。 まこ 29歳（2022年3月16日、SODクリエイト）
- 【VR】 平日昼間限定！！夫が仕事中に若奥様達がガレージに集まって古着屋やアクセサリー以外にスケべな行為も販売しているエッチな裏バザー（2022年4月5日、Hunter）
- 【VR】超小型VRカメラで盗撮した素人女子との自宅連れ込みセックス（2022年5月20日、CASANOVA）
- 【VR】 働く女性を気持ち良くする竿男のお仕事を時給千円ではじめました。ビル清掃員のボクの密かな楽しみは、残業中のインテリ女子社員のストレス解消の性的サポートをさせていただくことです。（2022年6月7日、Hunter）
- 【VR】S-Cute VRフェラチオコレクション 美少女のおしゃぶりが気持ち良すぎる口内発射8連発！（2022年12月2日、S-Cute）

#### 2023年
- 【VR】私のカラダをぐちゃぐちゃにしてほしいの 危険なほどハマる上司の妻と、取り返しのつかない中出し肉欲不倫 中野真子（2023年1月26日、SPICY VR）
- 【VR】息子の進路の為に担任教師の俺へスレンダーボディをたっぷり捧げる教え子の母 中野真子（2023年3月4日、ケイ・エム・プロデュース）
- 【VR】エロい美貌人妻の理性が振り切れるほどに絡み合う欲望むき出し不倫性交 戸川なみ（2023年8月15日、ケイ・エム・プロデュース）
- 【VR】ノーモザフェラVR（VRKM-1092）（2023年8月26日、ケイ・エム・プロデュース）
- 【VR】「勝手に射精しちゃダメ…」-欲求不満な男性限定- 美人管理人付き射精管理マンション 戸川なみ（2023年9月18日、ケイ・エム・プロデュース）
- 【VR】ウーマナイザー×感じている顔VR（2023年9月24日、ケイ・エム・プロデュース）

#### 2024年
- 【VR】ウチの風呂を借りに来た隣の奥さんに湯上がりバスタオル姿で誘惑され…ガマンできず濡れ髪濡れ肌のままハメまくった 戸川なみ（2024年1月31日、アリスJAPAN）
- 【VR】失敗続きの僕を面倒見の良い先輩ナースが優越感に浸らせてくれる褒め殺しSEX 戸川なみ（2024年5月4日、KMPVR-彩-）
- 【VR】元オナクラ嬢の、愚痴話と手コキを。偶然再会した隣人OLお姉さんのストレス解消法は、ボクの感じている顔を見ることです…。（2024年5月25日、KMPVR-彩-）
- 【VR】好きな時に呼んで、お尻を貸してくれる淫乱お姉さんに夢中です。今では毎日のように何度も中出し射精 戸川なみ（2024年8月1日、KMPVR-彩-）
- 【VR】派遣カウンセラーのパーフェクト肯定SEX 男の自信をつけるベタ褒め連続射精ループ 戸川なみ（2024年9月21日、KMPVR-彩-）
- 【VR】生唾ダラダラちんシャブ彼女 普段は僕を最高に甘やかしてくれるのに、酔うとドスケベに豹変しチ〇ポにむしゃぶりついてきた。 戸川なみ（2024年10月20日、KMPVR-彩-）
- 【VR】【8K】もう、離さない 離婚して仕事も辞め、十数年ぶりに地元に戻って来たボク 独身のまま待っていてくれた幼馴染に少し強引に押し倒されてRe:スタートセックス 戸川なみ（2024年12月23日、SODクリエイト）

#### 2025年
- 【VR】美白スレンダー×ベロテク密着指導 痴女トレーナーなみさんの射精サポートレッスン 戸川なみ（2025年2月9日、ケイ・エム・プロデュース）
- 【VR】一番キモチよくトロけさせ…そしてイカせる。和服美女が正しく確実に孕ませる方法を自らのカラダで優しく淫らに教えてくれる妊活マナー教室 戸川なみ（2025年2月20日、KMPVR-彩-）
- 【VR】【8K】ウェアラブル×リアルペット体験 ボクの業務はお世話好き女社長の性処理ペット ～繋がれ撫でられ躾けられ肉棒を捧げるお散歩オフィスセックス～ 戸川なみ（2月20日、SODクリエイト）
- 【VR】一番キモチよくトロけさせ…そしてイカせる。和服美女が正しく確実に孕ませる方法を自らのカラダで優しく淫らに教えてくれる妊活マナー教室 戸川なみ（2025年2月20日、KMPVR-彩-）
- 【VR】【8K】マイペースなブックカフェのお姉さんの裏の顔は赤ちゃん汁狂い 淫語で聴覚を侵し視覚でボクの肉棒を熱く激しく咥え込む 戸川なみ（2025年5月29日、SODクリエイト）
- 【VR】「セックスが下手くそ」と言われた兄嫁がボクで練習させて欲しいと乳首をこねくり誘惑してきた 戸川なみ（2025年7月28日、KMPVR-彩-）

### 配信のみ
- セフレちゃん まこ ー会えば絶対ヤラせてくれる女ー中野真子（2022年2月18日、ティーチャー/妄想族）
- レンタル熟女のお仕事～夫の知らない妻の裏の顔 file NO.109～（2022年4月7日、しろうと派遣.com）
- SNS募集で即会い即ハメちょろマンちょろチクビッチww清楚で美人でマジメ系なのに淫乱調教開発済み乳首でイク変態OL まことさん28歳（2022年4月30日、あいすまん）
- 【孕ませ汁4連発中出し】現役エステティシャン妻 33歳。絶倫鬼チ○ポガン突きファックでガチ痙攣絶頂！旦那と電話しながらハメ狂う変態妻とのハメ撮り流出【アル中ガンギマリ】（2022年6月24日、ハメドリネットワークSecondEdition）
- ホイホイラバー 03 ～コノコノハメドリ～ 素人ホイホイラバー・個人撮影・美少女・女子大生・ハメ撮り・素人・顔射・2発射・清楚・プライベートセックス・カップル・流出（2022年7月12日、素人ホイホイ/妄想族）
- ねっとりフリックス初ベスト コンカフェ店員、IT系OL、受付嬢、歯科助手…軽い気持ちで撮られちゃったヤリたがり素人の初出しスケベ映像！待合せ→ホテル直行→中出しセックス（2022年10月18日、ねっとりフリックス）
- 大人の3P夏休み 暇を持て余した田舎姉妹と都会チ○ポのズッコンバッコン帰省SEX 素人個人撮影（2024年2月21日、HMN WORKS）
- 【美形モデル級の絶世美女×淫乱フェラテク】最新令和女子インフルエンサーにDM送信！！お酒が大好きで酔いが回ると乳首を触っちゃうハレンチ性癖で男を誘い、喰いまくっている夜の女王降臨！！問答無用で中出しOKの最高のやりマンビッチと…【♯淫フルエンサー！！♯なみ】（2024年3月22日、素人CLOVER）
- 人妻デリヘル嬢にデカチン先っぽハプニング挿入で焦らして火をつけて終了！別れ際の濃厚キスで勃起させたら「延長してもいいかしら‥？」帰り際に求めあうルール破り時短SEX 優しさ溢れる清楚奥様 なみ（36）（2024年5月18日、DANDY）
- 【配信限定特別版】母子交尾 ～南魚沼路～ 戸川なみ（2024年8月3日、ルビー）
- 【直送ボディパッケージ 戸川なみ（2024年11月27日、フェッチード）
- ホイホイtower（4）素人ホイホイtower・個人撮影・セフレ・自宅・素人・お姉さん・OL・受付嬢・ハメ撮り・巨乳・美乳・顔射・潮吹き・高身長・肉体美・清楚・痴女・スレンダー・くびれ・どM・2発射・ガチイキ・ドキュメンタリー（2025年3月29日、素人ホイホイ/妄想族）

### web配信

#### FANZA
- まこ（2021年2月4日、素人ホイホイZ）
- まこちん（2021年6月16日、素人ホイホイ）
- 中野さん（2021年7月9日、しろうとちゃん。）
- 真子（2021年7月16日、俺の素人-Z-）
- まこさん（2021年8月10日、俺の素人-Z-）
- KIRISHIMA（2021年9月23日、素人ホイホイ）
- 真子（2021年11月8日、日払いちゃん）
- M.N（2021年11月11日、素人ホイホイ）
- 中原眞子（2021年11月22日、東京恋人）
- まこ（2021年11月24日、ねっとりフリックス）
- れいな（2021年12月24日、ハメドリネットワークSecondEdition）
- まちこちゃん（2021年12月27日、新世代女子）
- まこさん（2022年3月19日、俺の素人-Z-）
- 中野さん（2022年4月9日、俺の素人-Z-）
- MAKO-CHIN（2022年4月19日、素人ホイホイ）
- マコ（2022年4月29日、HimeMix）
- M104ちゃん＆Y104ちゃん＆K104ちゃん（2022年8月12日、蜃気楼）
- さくら（2022年9月4日、しろうとエチチ.ch）
- まこ（2022年9月30日、G-AREA）
- Rさん（2022年11月29日、ダマちゃん。）
- まこと（2023年2月1日、ハメドリネットワークSecondEdition）
- まこ（2023年2月16日、S-CUTE）
- 中山アナ（2023年3月1日、E★ナンパDX）
- 真子（2023年3月1日、Cullet）
- まこ（2023年4月13日、パ○活倶楽部）
- 真子（2023年5月18日、OL図鑑）
- なみ（2023年8月1日、えちえち素人）
- まこ（2023年9月7日、e活むすめ）
- まこ（2023年9月8日、アイドリ）
- なみさん（2023年10月28日、俺の素人）
- 債務者N（2023年11月30日、素人ムクムク-弱点-）
- NAMI（2023年12月11日、素人ムクムク-塩PP-）
- まこ（2023年12月22日、MOON FORCE）
- なみさん（2023年12月29日、俺の素人-Z-）
- なこ（2024年1月1日、黒船提督）
- まこ（2024年1月5日、MOON FORCE）
- まこさん（2024年1月11日、ドキュメント de ハメハメ）
- なみ（2024年1月12日、素人ムクムク-人妻-）
- なみ（2024年1月14日、MOON FORCE）
- なみ＆すみれ（2024年2月20日、いんすた）
- ロゼ＆ゆめ＆なみ＆すみれ＆さらら＆アリス（2024年3月22日、いんすた）
- ホテルスタッフT（2024年4月2日、素人ペイペイ）
- なみさん（2024年4月3日、俺の素人-Z-）
- なみ（2024年4月26日、ドキュメント de ハメハメ）
- まこ様（2024年7月11日、BiBiD）
- さや（2024年10月3日、ドキュメント de ハメハメ）
- NACO（2024年11月15日、素人ホイホイtower）
- なみ（2025年1月31日、しろうとがーる2）
- なみ（2025年3月24日、風俗ちゃん。）
- なみさん（2025年5月11日、ネオシロウト）
- なみさん（2025年5月13日、俺の素人-Z-）
- 外川さん（仮）（2025年5月23日、OLちゃん。）
- なみさん（2025年8月6日、俺の素人）

#### MGS
- 【初撮り】【給食センターのマドンナ】【卑猥な口元ボクロ】薄化粧なのに若々しい30代美女。溜まった性欲を吐き出す激しい性交は彼女を何度も絶頂に導き.. 応募素人、初AV撮影 159 （2020年8月19日、シロウトTV）
- 【前代未聞のイキっぱ】【エロス剥き出しIT企業OL】【ガクブルエンドレス絶頂】【挿れたらイク！超絶敏感体質】【男を拗らせるエロイイ女】こんなオンナを待っていた！挿れたらイクッ！ピストンしなくてもイクッ！奥まで挿れた日にはガックガク！毎分毎秒イクキャリアウーマン！男をダメにする典型的な爆イキSEXをお届けします！ しろうとちゃん。♯012（2021年7月2日、しろうとちゃん。）
- マジ軟派、初撮。 1662 ノースリーブで美脚のお姉さんに「浮気ってどこから？」とインタビュー！当然調査はエロい方向へ…男優のチ●ポを握って発情した妙齢の美女の声が部屋に響き渡る！（2021年7月15日、ナンパTV）
- 真子（2021年7月16日、俺の素人-Z-）
- まこさん(29歳)結婚3年目（2021年8月10日、俺の素人-Z-）
- まこ(29) 素人ホイホイZ・素人・元メイドカフェ現OL・サバサバ・スレンダー・正統派美人・美少女・清楚・美乳・お姉さん・顔射・ハメ撮り（2021年10月18日、素人ホイホイ）
- 【孕ませ汁4連発中出し】現役エステティシャン妻 33歳。絶倫鬼チ○ポガン突きファックでガチ痙攣絶頂！旦那と電話しながらハメ狂う変態妻とのハメ撮り流出【アル中ガンギマリ】（2021年12月24日、ハメドリネットワークSecondEdition）
- 【欲求不満】【美人OL】まこさん参上！「彼氏が貧弱(泣)物足りない…」彼氏のセックスに満足が出来ずにお仕事サボってAVに応募！【超絶美肌】【妖艶の美尻】バックからお尻の弾力感じながら激ピストンでイキまくり！久しぶりの刺激に悦ぶ淫乱OLのSEXを見逃すな！（2022年1月11日、）
- まこちん(28) 素人ホイホイ・えろきゅん・素人・お姉さん・ギャップ・スレンダー・ガチイキ・OL・色白・電マ・顔射・ハメ撮り（2022年2月14日、素人ホイホイ）
- まこさん（2022年3月19日、俺の素人-Z-）
- KIRISHIMA(29)【素人ホイホイStayHome／自宅連れ込み／なし崩し／おうちでヤろう／お姉さん／美乳／顔射／ドキュメント／ハメ撮り／マッチアプリ／／2発射／OL／彼氏無し／個人撮影】（2022年3月23日、素人ホイホイ）
- 【激えち♪チャイナ服コンカフェ店員】上野でみつけたまるでパンダのような性格のおっとり系恥ずかしがり屋の癒し系美女が ベットの上では肉食？！ド変態？！確変起きたの巻！！【女子大生のツボ、ぶっこみます！！#09】（2022年3月24日、prestigepremium）
- 中野さん（2022年4月9日、俺の素人-Z-）
- 【敬語禁止！メス顔な先輩と生ぱこタイム♪】美脚美女な職場の女先輩が盛りイキ狂う！仕事中には見れない雌の表情に息子もギンギン2連戦！！【しろうとハメ撮り＃まこ＃24歳＃OL】（2022年4月27日、MOON FORCE）
- 普段上品に振舞っている女子アナのスイッチが入ったガチSEX！（2022年5月16日、E★ナンパDX）
- M.N(29) 素人ホイホイLover・素人・お姉さん・清楚・美乳・カップル・2発射・ハメ撮り（2022年6月2日、素人ホイホイ Lover）
- 【街角連れ込みナンパ＃17】あなたの下着見せて下さい！ゲットしたのは超美人美容部員まこさん！お酒を呑せたら淫乱大量潮噴射！！お口に1回おマ○コに2回と何度も中だししちゃいました！！（2022年6月16日、きゃっち）
- ラグジュTV 1585 『女性は出る側になるべきなんじゃないかなぁ…』大人の女性としての色気が全身から漂う生保レディが初登場！エッチな事への好奇心が旺盛な美女が、悩ましく…イヤらしい声を漏らしながら濃密セックス！！（2022年7月11日、ラグジュTV）
- 【『アナタより好きな人に気持ち良くしてもらってます...。』不倫と快楽に沼る美人妻】担当ホストに頼まれ店のトイレで自撮りオナニー！公共の場でも構わず絶頂→旦那じゃ届かない膣奥ピストンにメスイキ不貞性交2連戦！【しろうとハメ撮り＃まこ＃29歳＃ショップ店員】（2022年7月13日、MOON FORCE）
- 【ほぼ下着姿のような出で立ちで登場したメンエス嬢、この人がマッサージするの？お胸はキャミから零れ落ちそうだしおパンツもチラチラ見えてますが大丈夫？】最初見た目に驚いたけど施術は上手くて安心した…。よかった、プロの人だ。途中から何だか変な感じになってきたけど大丈夫…じゃないな。怪しげな動きをしている…。鼠径部ってなんですか。リンパって言えば悪戯していいんですか…？ビンビンのチ●ポを見たお姉さんはそれを手や口で丁寧にほぐし、激しい騎乗位で3回中出し！（2022年8月12日、ドキュメントdeハメハメ）
- 【配信専用】ヌキ無し店なのに…超過剰サービスで疲労も精子もぶっ飛ぶ！！リピート確定！搾精メンズエステ ＃11 新井リマ 吉岡ひより 中野真子（2022年10月27日、ふぇちぽいんと）
- 【宇都宮】Rさん【人妻メンエス】（2022年11月22日、ダマちゃん。）
- まこ（2022年11月29日、G-AREA）
- 【額に汗が滴る濃厚ガチイキ奥様！程よい肉付きの尻が揺れる！太腿が揺れる！トロける肉感ボディが堪らない！】ご主人様の浮気発覚でご乱心？張りのあるデカ尻の割れ目にTバックが食い込む！アナルの匂いは無臭～だ！オマ○コにも口にもバイブをぶち込みアヘ顔で悶絶！クリに電マを当てがい2点攻め！怒涛の玩具責めで絶頂！乱れっぷりが半端ない！トロ～んとした瞳で喉奥までチ○コを咥えて従順にご奉仕する！金切り声を上げて絶叫！騎乗位で何度も逝く！息を乱してビクビク身体を揺らして逝く！ず～と雌鳴き！【セレブの街から～ファーストクラス絶品人妻ナンパ＃15まこ様(29歳/専業主婦/代官山在住)の醜態】（2022年11月30日、BiBiD）
- MAKO-CHIN(29) 素人ホイホイ・えろきゅん・素人・お姉さん・清楚・敏感・コスプレ・色白・電マ・ハメ撮り（2022年12月14日、素人ホイホイ えろきゅん）
- チクビでイク美人OL28歳 全身性感帯調教済み女エンドレス乳首弄りで発狂失神アクメぶっ壊れキメパコ（2023年2月1日、ハメドリネットワークSecondEdition）
- まこ(29) S-Cute おっとり美人はクリが大きめ潮吹きH（2023年3月12日、S-CUTE）
- パ○活倶楽部 まこ（2023年4月13日、パ○活倶楽部）
- ハイソな街が似合う清楚な奥様は、その実どうしようもなく変態な肉欲妻。「変態でごめんなさい」旦那とは出来ない車内フェラに拘束プレイ、オモチャ責めで感度もM度も最高潮！！スパンキングで紅潮したスケベ尻で魅せる淫靡なグラインド！旦那の古ち◯ぽに見切りをつけ、他人の生ち◯ぽに跨り悦ぶ、これぞ昼顔！！【なみ/30歳/結婚5年目】（2023年7月31日、MOON FORCE WIFE）
- 【不倫性交】モラハラ旦那と離婚するため&性欲発散のために出演！ホテルに着くなり缶ビールで乾杯w アルコールの力？レス故に？ち●ぽを少し挿れただけで、ご自慢のスレンダーボディがガクブルに！淫靡な喘ぎ声と共にイキ散らす！【美麗若妻】at千葉県浦安市 浦安駅前（2023年8月10日、KANBi）
- まこ（2023年9月8日、アイドリ）
- 【裏垢J●】優等生の裏顔…学校では真面目な美術部員が実はかなりの性欲モンスターだった件（2023年10月1日、黒船）
- 「童貞君の包茎ち○ぽの皮を剥いて洗ってもらえませんか！？」素人奥様が童貞君と密着混浴！母性たっぷりち○ぽを泡洗い！カチカチにズル剥けた童貞ち○ぽに赤面発情！そのまま優しく筆下ろし まこさん&かんなさん（2023年12月15日、俺の素人-Z- SECOND IMPACT）
- なみさん(30歳)（2023年12月29日、俺の素人-Z-）
- 清楚で綺麗な若妻まこさん&めるさん「童貞君の包茎ち○ぽの皮を剥いて洗ってもらえませんか！？」母性たっぷりち○ぽを泡洗い！ズル剥けた童貞ち○ぽに赤面発情！そのまま優しく筆下ろしSEX！（2024年1月12日、俺の素人-Z- SECOND IMPACT）
- 大人の3P夏休み 暇を持て余した田舎姉妹と都会チ◯ポのズッコンバッコン帰省SEX 素人個人撮影（2024年2月21日、いんすた）
- 【美形モデル級の絶世美女×淫乱フェラテク】最新令和女子インフルエンサーにDM送信！！お酒が大好きで回ると乳首を触っちゃうハレンチ性癖で男を誘い、喰いまくっている夜の女王降臨！！問答無用で中出しOKの最高のやりマンビッチと生ハメSEXしちゃいましたっ！！【♯淫フルエンサー！！♯なみ】（2024年3月22日、）
- ホテルスタッフT（2024年4月2日、素人ペイペイ）
- なみさん（2024年4月3日、俺の素人-Z-）
- 下心がエグイ美人あざと人妻【なみ/28】若い男のエキス欲しさにガンガンやりまくって摂取する！（2024年4月26日、ドキュメントdeハメハメ）
- 人妻デリヘル嬢にデカチン先っぽハプニング挿入で焦らして火をつけて終了！別れ際の濃厚キスで勃起させたら「延長してもいいかしら‥？」帰り際に求めあうルール破り時短SEX 優しさ溢れる清楚奥様 なみ(36)（2024年5月18日、）
- 百戦錬磨のナンパ師のヤリ部屋で、連れ込みSEX隠し撮り 350 食欲よりも性欲！腹が減ってても先にヤるしかないっしょ！ってぐらいエロいお姉さん！おっぱいエロ過ぎ！乳輪エロ過ぎ！とにかくエロい！！ただそれだけ！！！（2024年7月4日、0）
- 「本能なんですかね…」独身でも子は産みたいバリキャリ美女さやさん(30)久々SEXで溜め込んだ性欲を解放し懐妊！（2024年10月3日、0）
- なみさん（2025年5月13日、俺の素人-Z-）

#### FC2
- 【クセ強女#012】チクビでイク美人OL28歳 全身性感帯調教済み女エンドレス乳首弄りで発狂失神アクメぶっ壊れキメパコ♡（2021年8月31日、ビーストたけし）
- 【孕ませ汁4連発中出し】現役エステティシャン妻 33歳。絶倫鬼チ〇ポガン突きファックでガチ痙攣絶頂！旦那と電話しながらハメ狂う変態妻とのハメ撮り流出【アル中ガンギマリ】（2021年9月23日、心斎橋ハードコア）
- 普段は厳しい2歳年上♀先輩と休日ハメデート☆可愛い姿にギャップ萌え⇒興奮しまくりイチャラブセックス（2022年3月31日、東京BUZZハメクション）
- ★★★レビュー特典付き★★★【グッとリアルな美人OLのSEX】性欲強めの29歳が魅せる濃厚なひととき... まこ(29)　T159 B88(E) W60 H86（2022年5月20日、素人ホイホイ Z）
- 【PT2】普段は厳しい2歳年上♀先輩☆平日不倫ハメ撮り公開☆オナニー自撮り→濃厚イチャラブセックス（2022年6月16日、東京BUZZハメクション）
- 感度抜群！イキまくるセフレに溜まったザーメンを浴びせる（2022年12月17日、YENちゃん）
- キャミからはみ出しそうなオッパイ、チラチラ見えるパンツ…。ほぼ下着姿のメンエス嬢は施術もヤバかった！鼠径部を徹底的に手や口で揉みほぐされ、激しい騎乗位で3回中出し！【完全顔出し】（2023年3月31日、極楽インコ）
- 昼休憩中の超美人でド淫乱なOLをラブホに呼び出してチョメチョメ（2023年6月23日、イチャラブヘイタ）
- 昼休憩中の超美人でド淫乱なOLをラブホに呼び出して中出し2発（2023年6月30日、イチャラブヘイタ）
- 【港区の妻】アプリでゲットした可愛すぎる奥様・なみ30歳（2023年7月21日、ぼっきんがむ宮殿）
- 【顔出し・独占販売】美しすぎる女子アナM・地方局時代の映像。数量限定で販売します。（2023年9月13日、裏ハメ養分）
- 【速報】元キー局地方アナ、巨根生挿入リポート。中出し後も止まらない痙攣絶頂でプライド完全崩壊の赤面放送。【高画質版送付】（2023年10月28日、幻限減元）
- 関東中堅ローカル局アナ(26\)　呻きながら連続痙攣イキ　口中1+中出し1+顔射1（2024年1月21日、RealStick）
- 元某有名局所属の中堅アナウンサー　声を堪えながら連続痙攣イキ　中出し含む３連発を記録（2024年2月23日、RealStick）
- 美人妻 昼下がりの変態黒パンスト倶楽部 なみさん（2024年4月6日、OFFICE_K'S）
- 元キー局地方アナ、巨根生挿入リポート。中出し後も止まらない痙攣絶頂でプライド完全崩壊の赤面放送。【高画質版送付】（2024年4月21日、幻限減元）
- 「このまま出して♡」不倫の味を占めた人妻が年下クンと白昼中出し（2024年5月2日、極楽インコ）
- 主張の激しいデカ淫尻の人生勝ち組メスをラチ…泣きじゃくる顔を踏みつけイラマ・首絞めピストンで分からせ当然の如く中出し【個撮】（2024年5月7日、シコシコわっしょい）
- 元某有名局所属の中堅アナウンサー　声を堪えながら連続痙攣イキ　中出し含む３連発を記録（2024年5月30日、ロイド零時）
- 【秘蔵映像】22歳新卒アナウンサーの入社歓迎会の夜（2024年6月7日、時代の寵児）
- 細身で華奢な色白スレンダー体型　括れた腰を後ろから激しく突き倒して計二回の大量中出し（2024年6月15日、西暦358年）
- 某地方局 お昼の顔”〇〇アナ”初出し超希少プライベートハメ撮り。高額交渉本人出演。（2024年6月25日、サービスエース）
- AK〇　まゆ〇激似　しかも巨乳　こっちの方がレベチぐらいの美女（2024年7月27日、裏チャッカマン）
- 「独身でも産みたいんです」仕事にすべてを捧げたバリキャリOLさやさん(30)。欲求不満の形勢逆転SEXで懐妊！（2024年9月4日、孕松屋（はらまつや））